# Кутевка
Кутевка — река в России, протекает по Андреапольскому району Тверской области. Устье реки находится в 61 км от устья реки Жукопы по левому берегу. Длина реки составляет 20 км, площадь водосборного бассейна — 94,6 км².

## Данные водного реестра
По данным государственного водного реестра России относится к Верхневолжскому бассейновому округу, водохозяйственный участок реки — Волга от истока до Верхневолжского бейшлота, речной подбассейн реки — бассейны притоков (Верхней) Волги до Рыбинского водохранилища. Речной бассейн реки — (Верхняя) Волга до Куйбышевского водохранилища (без бассейна Оки).
Код объекта в государственном водном реестре — 08010100112110000000130.